# Острів скарбів (телесеріал, 1987)
Острів скарбів в космосі (італ. L'isola del tesoro, англ. Treasure Island in Outer Space) — серіал, знятий за мотивами роману Роберта Стівенсона «Острів скарбів». Дію сюжету перенесено в майбутнє, в епоху міжзоряних перельотів, а сам острів — на ненаселену планету.

## Сюжет
Дія починається біля радіомаяка в Сицилії. У постоялому дворі, що належить матері Джима Хокінса, зупиняється пірат Біллі Бонс, який, напившись, розповів Джиммі про мапу, яка веде до скарбів капітана Флінта. До нього навідуються його друзі, спочатку П'ю, який передав Біллі чорну мітку, а потім Чорний Пес, який під час бійки поранив Біллі. Коли Чорний Пес пішов, Джиммі викликав доктора Лівсі. Пізніше в трактир навідалася вся зграя піратів. Перед їхнім приходом Біллі Бонс розбився, впавши з драбини. Джим забрав мапу і сховався разом з матір'ю, поки пірати обшукували таверну. Патруль, що з'явився, змусив піратів втекти, і вони полетіли на вертольоті. При цьому П'ю зірвався з вертольота і розбився.
Джиммі розповів про карту докторові Лівсі і його другові свайру Трелоні. Вони найняли капітана Смолетта, корабель «Іспаньйолу» і екіпаж, який, як незабаром з'ясувалося, складався з піратів. Діставшись до уламків пограбованого піратами корабля, капітан і ще кілька людей вирушають на борт, щоб відбуксирувати уламки зі шляху. Пірати вирішили залишити їх зовні. Джиммі, який залишався на борту, підслухав їхню розмову і вирушив за своїми друзями. В результаті план піратів зривається.
До моменту прибуття з'ясувалося, що арсенал порожній — боцман Ерроу зрозумів наказ «ніякої зброї на борту» занадто буквально. Після посадки пірати відкрито повстали і вбили старшого техніка Девіса, який відмовився переходити на бік піратів. Тоді капітан, доктор, сквайр, андроїд Джойс і Джим втекли через систему охолодження. При цьому Джим звернув не туди і залишився на борту. Решта сховалися від піратів на автоматичному радіомаяку. Залишився на борту Ізраель Хендс побився з двома іншими піратами, що залишилися на борту, вбив їх і, смертельно поранений, випадково відправив корабель вплав.
Джим невдовзі виявив Бена Ганна, який розповів, що посварився зі своєю командою, яка в помсту залишила його на острові. Вранці Бен доставив Джима до радіомаяка.
Радіомаяк виявився єдиним місцем на острові, де була питна вода, і пірати влаштували штурм, намагаючись заволодіти ним. У результаті кілька піратів було вбито. Загинув і Джойс.
Наступного дня Бен Ганн прийшов до Джиммі, а Джиммі в той таки час вирушив на пошуки Бена Ганна. Замість нього він знайшов «Іспаньйолу». Він пришвартував її до берега і повернувся до радіомаяка, але замість своїх друзів зустрів там піратів на чолі з Джоном Сільвером.
Зв'язавши Джима, пірати рушили за скарбами. Але у них вдається відбити і Джима, і скарби. Надалі піратів, окрім Сільвера, який першим дістався до «Іспаньйоли», залишили на планеті. При наближенні до Землі Джон Сільвер, захопивши свою частку скарбів, утікає на шатлі.